# 加拿大昆蟲學會
加拿大昆蟲學會（英語：Entomological Society of Canada）是加拿大歷史最悠久的學會之一。該學會於1863年4月16日在多倫多成立，初名為安大略省昆蟲學會（Entomological Society of Ontario），總部設於安大略省倫敦，後於1906年遷至貴湖。1950年，協會採現名並遷至渥太華。
學會自1868年起出版期刊《加拿大昆蟲學人》。